# Adam Gottlob Oehlenschläger
Adam Gottlob Oehlenschläger (Copenhague, 14 de novembro de 1779 — ?, 20 de janeiro de 1850) foi um poeta e dramaturgo dinamarquês, celebrado como o introdutor do romantismo na literatura dinamarquesa.

## Legado
Adam Oehlenschläger foi um dos principais pioneiros do movimento romântico na Europa. Com exceção de Ludvig Holberg (1684-1754), nenhum escritor dinamarquês antes de 1870 exerceu uma influência tão ampla. Seu trabalho despertou em seus conterrâneos o entusiasmo pela poesia e religião de seus ancestrais. Ele forneceu a seus conterrâneos tragédias românticas em uma época em que todos os olhos estavam voltados para o palco. Suas peças cumpriam os requisitos do palco da época e eram populares além de todas as expectativas. Ele se apresentou a tal ponto que seu nome permanece até hoje sinônimo de romance escandinavo.
Os primeiros são os melhores: a obra-prima dramática de Oehlenschlager foi sua primeira tragédia, Hakon Jarl. Embora sua inspiração tenha vindo da Alemanha, ele não se parece muito com um poeta alemão, exceto quando está seguindo Goethe conscientemente; sua analogia é mais encontrada entre os poetas ingleses do que entre seus contemporâneos. 

## Obra
- Poemas de 1803 (publicado já em 1802)
- Poetic Writings I-II (1805), contém i.a. Aladim
- Poemas nórdicos (1807)
- Helge (1814)
- Os Deuses do Norte (1819)
- Canção Patriótica (1819)
- Sanct Hansaften-Spil (1ª edição, 2ª-10ª edição (1911-1957) - 2ª edição, 2ª-3ª edição (1964-1969)